# Шлихтер, Рудольф
Рудольф Шлихтер (нем. Rudolf Schlichter; 6 декабря 1890, Кальв — 3 мая 1955, Мюнхен) — немецкий художник и писатель, представитель таких направлений в искусстве, как дадаизм и «Новая вещественность».

## Жизнь и творчество
Был одним из шести детей в семье, отец рано скончался. В 1904 году поступает в учёбу на художника по фарфору в Пфорцгейме. В 1907—1909 годах посещает занятия Академии прикладного искусства в Штутгарте. С 1910 года — в Художественной академии Карлсруэ; среди его учителей следует отметить таких мастеров, как Вильгельм Трюбнер и Ганс Тома, а также совершает учебные поездки по Италии и Франции. В этот период своей жизни художник отличался странностями, в том числе и сексуального характера, среди его знакомых были люди из преступной среды. Жил в Карлсруэ он с проституткой Фанни Хальблютцель, а зарабатывал в том числе и продажей графики порнографического содержания.
Во время Первой мировой войны Р. Шлихтер в 1916 году был призван в армию и отправлен на Западный фронт, однако через год, после объявленной им голодовки, вернулся в Германию. В 1918 году, во время Ноябрьской революции входит в состав солдатского комитета. В 1919 году в Карлсруэ проходит его первая художественная выставка. В том же году Шлихтер переезжает в Берлин и вступает в Коммунистическую партию Германии. Участвует также в «Ноябрьской группе», художественных движениях дадаистов и Берлинский сецессион. В 1920 году проходит выставка его работ в берлинской галерее Бурхард. Шлихтер участвует в Первой международной дада-выставке. Его представленная там работа — солдатский манекен со свиной головой — вызвал скандал. Против Шлихтера, а также карикатуриста Георга Гросса, Виланда Херцфельда, Джона Хартфилда и организаторов выставки было выдвинуто судебное обвинение в оскорблении чести германской армии.
К началу 1920-х годов относятся многие книжные иллюстрации, созданные художником, в первую очередь к произведениям Карла Мая. Его графика печатается также в газетах и журналах — «Рабочей иллюстрированной газете» (Arbeiter Illustrierte Zeitung), «Красный флаг» (Die Rote Fahne), «Ойленшпигель» и других. Среди друзей и близких знакомых Р. Шлихтера этого периода можно назвать Бертольта Брехта, Альфреда Дёблина, Карла Цукмайера, Фрица Штернберга. Выйдя из «Ноябрьской группы», Шлихтер становится одним из основателей в 1924 году «Красной группы» и участвует в первой выставке немецких художников в СССР. В 1925 году он принимает участие в выставке движения «Новая вещественность» в Мангейме. В 1927 году он знакомится со своей будущей супругой Эльфридой Кёлер, с которой вступает в брак в 1929 году. Семейная жизнь этой пары не была благополучной, так как супруга своими любовными похождениями доставляла мужу немало предлогов для ревности. Художник постепенно отдаляется от коммунистической идеологии и авангардизма в искусстве и обращается к религии (католицизму). Среди его знакомых появляются Эрнст фон Саломон, писатель Эрнст Юнгер его брат Фридрих Георг.
Вместе со сменой идеологической ориентации у Шлихтера возникает идея написать автобиографию, в которой он сможет проанализировать пройденный жизненный путь. В 1931—1932 годах он создаёт книги «Между мирами» (Zwischenwelt) и «Строптивое мясо» (Das widerspenstige Fleisch). Следующая его книга, «Глиняные ноги» (Tönerne Füße) — за «извращённо-эротическое самолюбование» — вошла в индекс запрещённой литературы с приходом в Германии к власти национал-социалистов. В 1935 году Шлихтер был исключён из Союза немецких писателей (Reichsverband Deutscher Schriftsteller(и Имперской писательской ассоциации (Reichsschrifttumskammer). С картинами и графическими работами Р. Шлихтера новые власти расправились несколько позже. В 1936 году в жилище художника в Штутгарте прошла выставка его работ. Однако вскоре его произведения были убраны из немецких музеев, и четыре его картины были выставлены на экспозиции «Дегенеративное искусство». В 1938 году он был исключён из Имперской ассоциации художников (Reichskammer der Bildenden Künste) и вскоре после этого, за ведение «не соответствующего национал-социализму образу жизни» на три месяца заключён в тюрьму. В 1939 году художник переезжает в Мюнхен и сотрудничает здесь в католической прессе (журнал «Высокогорье» (Hochland). В 1942 году, во время бомбардировки, был разрушен дом, где жил мастер и часть его работ погибли. После окончания Второй мировой войны Р. Шлихтер участвует в Первой германской художественной выставке в Дрездене. В послевоенное время он уделяет своё внимание сюрреализму. В 1950 году вступает в воссозданный Союз немецких художников (Deutschen Künstlerbund), участвует в открытой в 1951 году его первой выставке. В 1953 и 1955 годах проходят персональные выставки Шлихтера в Мюнхене. Он участвует в венецианских Биеннале. Скончался от болезни почек (уремии).

## Избранные сочинения (кроме вышеназванных)
- Жизнь императрицы Теодоры (Das Leben der Kaiserin Theodora.) Lorch 1943.
- Приключения искусства (Das Abenteuer der Kunst. Rowohlt, Stuttgart 1949.
  - Расширенное новое издание: Das Abenteuer der Kunst und andere Texte.) Verlag Matthes & Seitz, Berlin 1998, ISBN 3-88221-279-9.
- Тысяча и одна ночь. Рисунки пером из годов 1940—1945 (Tausendundeine Nacht. Federzeichnungen aus den Jahren 1940—1945.) Edition Hentrich, Berlin 1993, ISBN 3-89468-038-5.
- Угроза катастрофы. Стихотворения 1931—1936 (Drohende Katastrophe. Gedichte 1931—1936). Verlag Ulrich Keicher, Warmbronn 1997, .